# بيفرلي غريني
بيفرلي غريني (بالإنجليزية: Beverly Greene)‏ هي كاتِبة وعالمة نفس أمريكية، ولدت في 1951.